# سیرکیوس (نبراسکا)
سیرکیوس(به انگلیسی: Syracuse) شهری در ایالت نبراسکا، در کشور ایالات متحده آمریکا است که جمعیت آن در سرشماری سال ۲۰۱۰ میلادی، ۱٬۹۴۲ نفر بوده‌است.